# Håle-Tängs kyrka
Håle-Tängs kyrka är en kyrkobyggnad sedan 2002 i Särestads församling (tidigare i Håle församling och Tängs församling) i Skara stift. Kyrkan ligger mitt ute på landsbygden i norra änden av Håle socken på gränsen mot Tängs socken, båda i Grästorps kommun.

## Kyrkobyggnaden
Kyrkan är en centralkyrka som uppfördes 1883 och ritades av Emil Langlet. Kyrkan ersatte två medeltida kyrkor som revs. Den ena låg i Håle by och den andra i Tängs by. I kyrkans mitt finns ett klocktorn varifrån fyra korta korsarmar sträcker sig ut. Kyrkan återinvigdes den 20 november 2011 efter en lång tids renovering. Biskop Erik Aurelius förrättade invigningsgudstjänsten.

## Inventarier
- Altaruppsatsen från 1698 fanns tidigare i Tängs gamla kyrka.
- Den medeltida dopfunten i sandsten är från Håle gamla kyrka.
- Orgeln är byggd 1904 av Carl Axel Härngren.